# Sh2-16
Sh2-16 (nota anche come RCW 137) è una nebulosa a emissione visibile nella costellazione del Sagittario.
Si individua sul bordo occidentale della costellazione, a brevissima distanza dal centro galattico; si estende per circa un grado in una regione oscurata da polveri interstellari, sul bordo di un ricco campo stellare. Il periodo più indicato per la sua osservazione nel cielo serale ricade fra giugno e novembre; trovandosi a declinazioni moderatamente australi, la sua osservazione è facilitata dall'emisfero australe.
Sh2-16 è una regione H II di forma approssimativamente quadrangolare situata sul bordo esterno del Braccio del Sagittario a una distanza di 1500 parsec (4890 anni luce) dal Sole; appare ionizzata dalla stella blu ALS 4381, di classe spettrale O9.5V e magnitudine apparente 11,01. La formazione stellare all'interno della regione è testimoniata dalla presenza di alcune sorgenti di radiazione infrarossa, una delle quali individuata dall'IRAS e catalogata come IRAS 17433-2921, oltre che dalla presenza di giovanissimi ammassi di stelle all'interno del gas della nube, come [DB2000] 56, che risulta essere profondamente immerso e fortemente oscurato; in direzione della nube si osserva anche il giovane ammasso aperto vdB-Ha 222 e l'esteso Cr 347.
Sh2-16 appare in relazione con altre regioni H II situate nelle vicinanze, come Sh2-15, Sh2-17, Sh2-18, Sh2-19 e Sh2-20, tutte situate a 1500 parsec di distanza assieme all'ammasso aperto Cr 347; queste nebulose costituirebbero pertanto un'unica estesa regione di formazione stellare situata sul margine esterno del Braccio del Sagittario. Per un effetto di prospettiva, dalla Terra questa regione appare esattamente sovrapposta alla direzione del centro galattico.